# Першозванівка (Запорізький район)
Першозва́нівка — село в Україні, Запорізькому районі Запорізької області. Входить до складу Павлівської сільської громади.
Площа села — 64,8 га. Кількість дворів — 34, кількість населення на 01.01.2007 р. — 72 чол.

## Історичні пам'ятки
Поблизу села знаходиться найвищий курган Вільнянщини, який має висоту 8 м.. Всього у межах колишнього Вільнянського району — 400 курганів, які датуються періодом від 4 тисячоліття до н. е. до середини 2 тисячоліття н. е.

## Географія
Село Першозванівка знаходиться за 2,5 км від лівого берега річки Солона. По селу протікає пересихаючий струмок з загатами, вище за течією якого на відстані 1 км розташоване село Шевченкове, нижче за течією на відстані 2,5 км розташоване село Василівка. Поруч проходить залізниця, станція Новогуполівка за 2 км.
Село розташоване за 28 км від міста Вільнянськ за 54 км від обласного центру.

## Історія
С. Першозванівка було засноване в 1927 р.
В 1932-1933 селяни пережили сталінський геноцид.
З 24 серпня 1991 року село входить до складу незалежної України.
До 2016 орган місцевого самоврядування — Семененківська сільська рада.
12 червня 2020 року, відповідно до розпорядження Кабінету Міністрів України № 713-р «Про визначення адміністративних центрів та затвердження територій територіальних громад Запорізької області», село увійшло до складу Павлівської сільської територіальної громади.
19 липня 2020 року, в результаті адміністративно-територіальної реформи та ліквідації Вільнянського району, село увійшло до складу новоутвореного Запорізького району.

## Населення

### Мова
Розподіл населення за рідною мовою за даними перепису 2001 року:
| Мова       | Кількість | Відсоток |
| ---------- | --------- | -------- |
| українська | 74        | 81.32%   |
| російська  | 16        | 17.58%   |
| румунська  | 1         | 1.10%    |
| Усього     | 91        | 100%     |